# 純網路銀行
純網路銀行，韓國稱為新型態銀行，臺灣簡稱纯網銀，是一種完全在線上營運的商业银行，沒有傳統的實體分行。世界各國對純網路銀行之定義略有不同，歐美地區稱此類銀行為 direct bank、virtual bank 或 internet-only bank，目前尚無統一之名稱及定義。在英国使用挑戰者銀行一詞來代表2008年金融危機後出現的金融科技新創公司，在亚洲主要地區係泛指未設實體營運據點，透過網路、手機等管道提供所有金融服務之
銀行；惟為服務客戶，除設有線上諮詢服務中心外，部分另設體驗分行或實體客服中心，提供諮詢或客訴服務。
純網路銀行一詞的誕生至少可以追溯自2016年， 用來描述挑戰傳統商業銀行的金融科技新創公司。
純網路銀行提供的服務範圍往往不如傳統商業銀行廣泛，且多數專注於零售業務。與現有傳統商業銀行的商業模式不同，國外多數純網路銀行的主要收入來自客戶使用簽帳金融卡時收取的交易手續費。

## 各地發展

### 歐美
- 1990年代雖尚未有純網路銀行一詞，但已經有相同概念的銀行誕生；世界上第一家獲得當地主管機關存戶保險擔保的純網銀是1995年在美国成立的安全第一網路銀行。1995~2001年間的網際網路泡沫時期，美國誕生了超過500家的純網路銀行，但經歷泡沫化後，在2005年仍在持續營運的純網路銀行甚至不到10家[7]。截至2022年底，全美資產最高的純網路銀行為Ally Financial（排名全美第22大）[8]。
- 欧洲首家純網路銀行First-e（英语：First-e Group）於1999年在英国成立[9]；由於英國政府對新創投資推出「種子企業投資計畫」（Seed Enterprise Investment Scheme, SEIS）的早期投資稅務減免案，從2012年起英國純網路銀行猶如雨後春筍般成立[10]，營運良好者多陸續取得銀行牌照，例如Atom Bank（英语：Atom Bank）、Tandem Bank、Starling Bank（英语：Starling Bank）、Monzo、以及Revolut[11]。
- 歐洲純網路銀行多數均不限於單一國家內經營，營運版圖擴及歐洲、甚至北美等國家，其中較知名者為德国的新創銀行（英语：Fidor Bank）及N26（英语：N26）。N26在2016年成為歐洲第一家擁有全歐洲銀行執照的純網路銀行[12]。

### 亞洲
- 亞洲各國中日本純網路銀行起步最早，金融廳將其歸類為“新型態銀行”，以與傳統都市銀行、地方銀行及信託銀行區別。第一家純網路銀行Japan Net Bank在2000年成立，發展至今規模較大者尚有樂天銀行、住信SBI網路銀行、索尼银行、自分銀行（日语：auじぶん銀行）及大和Next銀行（日语：大和ネクスト銀行）[13]。
- 中国的純網路銀行發展係源自2014年騰訊集團設立的微众银行、2015年阿里巴巴集團亦成立網商銀行，兩者規模均列為全球前十大純網路銀行；後續又有小米集團為大股東的新網銀行，以及百度為大股東的百信銀行陸續成立。
- 南韓為亞洲第三個開放純網路銀行的國家，金融委員會（FSC）於2015 年發放2張執照，2017年K-Bank（英语：K Bank）成為首家開業的純網路銀行，其股东包含南韓最大電信業者KT、第二大銀行友利銀行、連鎖便利商店GS25、螞蟻金服等公司[14]。2020年，南韓最大通訊軟體KakaoTalk推出旗下的Kakao Bank（英语：KakaoBank），短時間內迅速成為南韓規模最大的純網路銀行。此外，以電子支付起家的金融科技獨角獸TOSS也於2021年開設純網路銀行[15]。
- 臺灣自2018年開始開放純網路銀行申請與設立，規範不得設立實體分行，且發起股東必需要有現有金融業者參股40%以上、且當中必需要有銀行或金控持有25%的股份；所開放純網路銀行可提供的業務範圍，則與傳統商業銀行無異。金管會於2019年通過首批三家純網路銀行，分別為樂天國際商業銀行、連線商業銀行（LINE Bank）及將來商業銀行。
- 香港金融管理局（HKMA）在2019年發出8張牌照，2022年眾安銀行成為首家開業的純網銀，其餘七家（包含蚂蚁集团的螞蟻銀行、平安集團的平安壹賬通銀行、livi bank、小米集團的天星銀行、匯立銀行、富融銀行、Mox Bank）亦陸續開業[16]。
- 新加坡金融管理局（MAS）將純網路銀行執照分為兩類：客群為個人客戶的數位全面銀行（Digital Full Bank）與客群為中小企業的企業數位銀行（Digital Wholesale Bank），後者的資本額門檻較高（1億星元）。2020年金融管理局發出4張牌照，2022年3月Green Link Digital Bank（GLDB）成為首家開業的企業數位銀行，聚焦供應鏈融資和技術服務業務[17]。同年共享叫車Grab和新加坡電信Singtel合資的GXS銀行、蝦皮母公司Sea推出的MariBank，螞蟻金服推出的星熠數位銀行（ANEXT）以及渣打銀行與聯總平價合作社FairPrice合資成立的Trust Bank也陸續營運[18]。
- 澳門目前的純網路銀行有兩家，分別為螞蟻銀行（澳門）和澳門發展銀行，陸續於2018至2019年開業。
- 泰国於2020年由LINE和開泰銀行宣佈共同推出純網路銀行“LINE BK”，是首個結合LINE功能的純網路銀行。
- 印度尼西亚於2021年由LINE和韩亚银行共同推出純網路銀行“LINE Bank by Hana Bank”，是LINE在海外推出的第三個純網路銀行。

## 國際知名的純網路銀行
TABInsights在2022年评选出全球排名前十的纯网络银行如下：
- 微眾銀行（WeBank）
- ING (Global)
- Ally Financial
- 網商銀行（MYBank）
- Klarna
- Tinkoff Bank
- 蘇寧銀行（Suning Bank）
- Kakao Bank
- ING
- Nubank